# Gnophaela ruidosensis
Gnophaela ruidosensis är en fjärilsart som beskrevs av Cockerell 1904. Gnophaela ruidosensis ingår i släktet Gnophaela och familjen björnspinnare. Inga underarter finns listade i Catalogue of Life.